# Franz Friedrich Kohl
Franz Friedrich Kohl (13 de janeiro de 1851 – 15 de dezembro de 1924) foi um entomologista e pesquisador de música popular austríaco. 
Kohl foi inicialmente professor do ensino médio nas cidades de Bolzano e Innsbruck. Em seguida, trabalhou no Departamento de Entomologia no Museu de História Natural de Viena.